# Schlacht von Les Saintes
Die Schlacht von Les Saintes war eine Seeschlacht zwischen britischen und französischen Seestreitkräften am 12. April 1782. Die Franzosen unter dem Kommando von Admiral de Grasse planten einen Angriff auf die britische Kolonie Jamaika. Eine britische Flotte unter Admiral George Rodney wurde entsandt, um dieses Vorhaben zu verhindern. Am 12. April trafen beide Flotten in der Nähe der Iles des Saintes aufeinander. Die französische Schlachtlinie wies viele Lücken auf, so dass Rodney die Linie durchbrechen konnte. Andere britische Schiffe folgten diesem Manöver, und am Abend des gleichen Tages ergab sich de Grasse.

## Hintergrund
Frankreich war 1778 in den Amerikanischen Unabhängigkeitskrieg auf Seiten der Kolonien eingetreten. Die Operationen der französischen Flotte unter Admiral François Joseph Paul de Grasse hatten bis zu diesem Zeitpunkt maßgeblichen Einfluss auf den Kriegsverlauf und trugen zur Kapitulation General Charles Cornwallis’ am 19. Oktober 1781 bei. Nachdem die Kolonien erfolgreich ihre Unabhängigkeit erkämpft hatten, ging der Krieg zwischen Frankreich – mit Spanien verbündet – und Großbritannien weiter.

### Vorgeschichte
Die Niederlage von Cornwallis gab de Grasse die Möglichkeit, im Dezember 1781 in die Karibik zurückzukehren. Den Franzosen gelang es, eine Reihe britischer Inseln zu erobern, darunter St. Eustatius, St. Martin, St. Bartholomäus, St. Kitts, Monserat und Nevis. Dieser Erfolg ermutigte die Franzosen und Spanier, einen Angriff auf Jamaika zu unternehmen. Eine Flotte von 150 Transportschiffen wurde bereitgestellt und lief, von 35 Linienschiffen begleitet, am 8. April von Martinique in Richtung Guadeloupe aus. Nachdem Admiral Rodney darüber unterrichtet worden war, stach er mit seiner aus 37 Linienschiffen bestehenden Flotte am Nachmittag in See.

## Die Schlacht

### 9. April
Um 14:30 Uhr hatten die Ausgucke der Briten die französische Flotte gesichtet, und am Morgen des 9. April gegen 6:00 Uhr waren die Franzosen vom Deck der Barfleur aus zu sehen.
Die Franzosen fuhren in nordöstlicher Richtung, in einer Entfernung von 6 bis 20 Kilometern. Um 8:30 Uhr gab de Grasse den Befehl zur gemeinsamen Wende und stellte sich südlich gegenüber der britischen Vorhut unter dem Kommando von Konteradmiral Samuel Hood auf.
De Grasse, der erkannt hatte, dass er einem Gefecht nicht entgehen konnte, solange der Konvoi weiter bedroht war, wies die Experiment und Sagittaire an, ihn nach Guadeloupe zu begleiten, wo er noch am selben Tag sicher ankam. Um selbst zu entkommen, beschloss er, dass die Flotte in Luv durch den Kanal zwischen Dominica und Guadeloupe fahren sollte. Auf diese Weise hoffte er, nicht nur den Feind vom Konvoi abzulenken, sondern auch die Verfolger durch seine überlegene Geschwindigkeit abschütteln und so seine Mission unbeschadet erfüllen zu können. Bereits kurz darauf verführte jedoch Hoods exponierte Stellung de Grasse zur Idee, seine Position für einen Angriff zu nutzen. Würde die britische Vorhut schwer beschädigt oder sogar vernichtet, so wäre die restliche Flotte den Franzosen hoffnungslos unterlegen und würde von der weiteren Verfolgung absehen. De Grasse entschied sich für diesen zweiten Weg und befahl der Hälfte seiner Flotte unter dem Marquis de Vaudreuil anzugreifen. De Vaudreuils Schiffe näherten sich von Luv den hinteren von Hoods Schiffen, positionierten sich querab an Steuerbord in großer Entfernung und eröffneten gegen 9:45 Uhr das Feuer. Nachdem sie so die britische Linie abgefahren hatten, wendeten sie nacheinander und formierten sich erneut am Ende von Hoods Linie, von wo aus sie das gleiche Manöver wiederholten. Dieses erste Gefecht dauerte bis 10:25 Uhr. Um 12:15 Uhr wurde es in verstärkter Form wieder aufgenommen und hielt bis 13:45 Uhr an. Zwischen beiden Auseinandersetzungen, die im Großen und Ganzen identisch waren, wurde Hoods Linie verstärkt und ein großer Teil des britischen Zentrums geriet ebenfalls mit einem Teil der französischen Hauptstreitmacht in Kampfhandlungen, allerdings nur auf große Entfernung. In der Nacht zum 9. April drehten die Briten für Reparaturen bei. Am nächsten Morgen nahmen sie die Verfolgung wieder auf, wobei sie dem Feind luvwärts nachsetzten, aber während des 10. und 11. April weiter zurückfielen. Unglücklicherweise befanden sich zwei Schiffe, die Magnanime und die Zele, die ihre Großmarsstenge verloren hatte, mehrere Kilometer in Lee des französischen Hauptverbandes. Es war notwendig, zu warten oder diese Schiffe zu opfern. De Grasse entschloss sich beizudrehen und beiden Schiffen zur Hilfe zu kommen.

### 12. April
In der Nacht zum 12. April kollidierten um 2:00 Uhr morgens die Zele und das Flaggschiff von de Grasse, die Ville de Paris, die auf entgegengesetzten Kursen kreuzten, miteinander. Kurz vor 6:00 Uhr morgens gab Rodney Hood, der am nächsten war, das Signal, die Zele zu verfolgen. De Grasse, der dies sah, signalisierte seinen Schiffen, auf das Flaggschiff aufzuschließen und alle Segel zu setzen.

Verlauf der Schlacht

Bei leicht auffrischendem Wind hielt Hood mit seinen vier Schiffen Kurs auf die Zele, bis de Grasse in Schlagdistanz war, um dann seine Linie zu schließen. Bei schwachem Ostwind kämpften beide Flotten in Kiellinie um den Windvorteil, wobei die Briten in guter Ordnung auf offenes Wasser zusteuerten, während die Franzosen nach Süden in die Flauten vor Dominica fuhren. Bald darauf erreichten die Briten den Schnittpunkt der beiden Kurse und näherten sich der französischen Linie. Gleichzeitig mussten die französischen Schiffe in Richtung der britischen Nachhut abdrehen, damit sie den Feind überhaupt treffen konnten.
Um 08:00 Uhr morgens eröffnete das neunte Schiff in der französischen Linie, die Brave, das Feuer auf die Marlborough, die langsam in nordnordwestlicher Richtung im Windschatten der Franzosen auf deren Nachhut zulief. Der Rest der Flotte folgte ihr. Das Gefecht verlief nun in entgegengesetzten Richtungen auf parallelen Linien, mit dem Unterschied, dass die französischen Schiffe, sobald sie den Punkt hinter sich gelassen hatten, an dem die britische Linie auf ihre Linie stieß, außer Schussweite gerieten und ihr Kurs von nun an von dem der britischen Linie abwich. Dies hätte zur Folge, dass die britische Nachhut, wenn sie diesen Punkt erreicht, auf eine französische Nachhut treffen würde, die bereits von der britischen Vorhut und dem Zentrum attackiert worden wäre. Um dies zu verhindern, gab de Grasse seiner Vorhut das Signal, sich in südsüdwestlicher Richtung zu bewegen, parallel zu den Briten in nordnordöstlicher Richtung.
Um 09:15 Uhr drehte der Wind plötzlich nach Südost, was die auf Südkurs laufenden Franzosen dazu zwang, nach Steuerbord auf die britische Linie zuzudrehen. Einige französische Schiffe versuchten stattdessen zu wenden, wodurch die französische Schlachtlinie in Unordnung geriet. Die Briten, nun mit einem günstigeren raumen Wind, nutzten diese Gelegenheit: Rodney stieß mit seinem Flaggschiff Formidable, gefolgt von fünf weiteren Schiffen, durch eine Lücke in der französischen Linie. Hinter der Formidable wiederholte sich die Situation. Zuerst durchbrach die Bedford die Linie zwischen der Cesar und der Hector, gefolgt von zwölf britischen Schiffen in der Nachhut der französischen Linie.
Das Ergebnis war eine Katastrophe für die Franzosen. Durch das Durchbrechen der Linie hatten die Briten den Windvorteil erlangt, die französische Formation zerstreut und konnten mit Breitseiten auf die Längsachsen der französischen Schiffe feuern. In Luv, 3 Kilometer von de Grasse im Zentrum entfernt, befand sich die Vorhut von etwa einem Dutzend Schiffen. Die Nachhut lag 7 Kilometer entfernt in Lee. Um die Ordnung wiederherzustellen und die Flotte wieder zusammenzuführen, beschloss de Grasse, sich um die am weitesten in Lee liegenden Schiffe neu zu formieren. Die Signale von de Grasse wurden jedoch nur halbherzig befolgt. Gegen Nachmittag ergaben sich schließlich die Ardent, die Hector, die Glorieux und die Cesar, die kurz darauf explodierte. Die Ville de Paris, die von mehreren Seiten attackiert wurde, erlitt schweren Schaden und sah sich gezwungen, um 18:30 Uhr zu kapitulieren.

## Schlachtordnung

### Großbritannien
| Schiff                         | Kanonen | Kommandant                                              | Verluste | Verluste  | Verluste  | Anmerkungen                                            |
| Schiff                         | Kanonen | Kommandant                                              | getötet  | verwundet | Insgesamt | Anmerkungen                                            |
| Vorhut                         | Vorhut  | Vorhut                                                  | Vorhut   | Vorhut    | Vorhut    | Vorhut                                                 |
| ------------------------------ | ------- | ------------------------------------------------------- | -------- | --------- | --------- | ------------------------------------------------------ |
| Royal Oak                      | 74      | Thomas Burnett                                          | 8        | 30        | 38        |                                                        |
| Alfred                         | 74      | William Bayne                                           | 12       | 40        | 52        | Kommandant getötet                                     |
| Montague                       | 74      | George Bowen                                            | 14       | 29        | 43        |                                                        |
| Yarmouth                       | 64      | Anthony Parrey                                          | 14       | 33        | 47        |                                                        |
| Valiant                        | 74      | Samuel Granston Goodall                                 | 10       | 28        | 38        |                                                        |
| Barfleur                       | 98      | John Knight                                             | 10       | 37        | 47        | Geschwaderflaggschiff von Admiral Samuel Hood          |
| Monarch                        | 74      | Francis Reynolds                                        | 16       | 33        | 49        |                                                        |
| Warrior                        | 74      | James Wallace                                           | 5        | 21        | 26        |                                                        |
| Belliqueux                     | 64      | Andrew Sutherland                                       | 4        | 10        | 14        |                                                        |
| Centaur                        | 74      | John Nicholson Inglefield                               |          |           |           |                                                        |
| Magnificent                    | 74      | Robert Linzee                                           | 6        | 11        | 17        |                                                        |
| Prince William                 | 64      | George Wilkinson                                        |          |           |           |                                                        |
| Zentrum                        |         |                                                         |          |           |           |                                                        |
| Bedford                        | 74      | Commodore Edmund Affleck Captain Thomas Graves          |          | 17        | 17        |                                                        |
| Ajax                           | 74      | Nicholas Charrington                                    | 9        | 40        | 49        |                                                        |
| Repulse                        | 64      | Thomas Dumaresq                                         | 3        | 11        | 14        |                                                        |
| Canada                         | 76      | William Cornwallis                                      | 12       | 23        | 35        |                                                        |
| St Albans                      | 64      | Charles Inglis                                          |          | 6         |           |                                                        |
| Namur                          | 90      | Robert Fanshawe                                         | 6        | 25        | 31        |                                                        |
| Formidable                     | 98      | Flaggcaptain Charles Douglas, 2. Captain Charles Symons | 15       | 39        | 54        | Flottenflaggschiff von Admiral George Rodney           |
| Duke                           | 98      | Alan Gardner                                            | 13       | 60        | 73        |                                                        |
| Agamemnon                      | 64      | Benjamin Caldwell                                       | 15       | 23        | 38        |                                                        |
| Resolution                     | 74      | Robert Manners                                          | 4        | 23        | 27        |                                                        |
| Prothee                        | 64      | Charles Buckner                                         | 5        | 25        | 30        |                                                        |
| Hercules                       | 74      | Henry Savage                                            | 6        | 19        | 25        |                                                        |
| America                        | 64      | Samuel Thompson                                         | 1        | 1         | 2         |                                                        |
| Nachhut                        |         |                                                         |          |           |           |                                                        |
| Russell                        | 74      | James Saumarez                                          | 10       | 29        | 39        |                                                        |
| Fame                           | 74      | Robert Barber                                           | 3        | 12        | 15        |                                                        |
| Anson                          | 64      | William Blair                                           | 3        | 13        | 26        | Kommandant getötet                                     |
| Torbay                         | 74      | John Lewis Gidoin                                       | 10       | 25        | 35        |                                                        |
| Prince George                  | 98      | James Williams                                          | 9        | 24        | 33        |                                                        |
| Princessa                      | 70      | Charles Knatchbull                                      | 3        | 22        | 25        | Geschwaderflaggschiff von Admiral Francis Samuel Drake |
| Conqueror                      | 74      | George Balfour                                          | 7        | 23        | 30        |                                                        |
| Nonsuch                        | 64      | William Truscott                                        | 3        | 3         | 6         |                                                        |
| Alcide                         | 74      | Charles Thompson                                        |          |           |           |                                                        |
| Arrogant                       | 74      | Samuel Pitchford Cornish                                |          |           |           |                                                        |
| Marlborough                    | 74      | Taylor Penny                                            | 3        | 16        | 19        |                                                        |
| Fregatten und sonstige Schiffe |         |                                                         |          |           |           |                                                        |
| Endymion                       | 44      | Edward Tyrrel Smith                                     |          |           |           |                                                        |
| Fortunee                       | 38      | Hugh Cloberry Christian                                 |          |           |           |                                                        |
| Flora                          | 36      | Samuel Marshall                                         |          |           |           |                                                        |
| Nymphe                         | 36      | John Ford                                               |          |           |           |                                                        |
| Convert                        | 32      | Henry Harvey                                            |          |           |           |                                                        |
| Alarm                          | 32      | Charles Cotton                                          |          |           |           |                                                        |
| Andromache                     | 32      | George Anson Byron                                      |          |           |           |                                                        |
| Lizard                         | 28      | Edmund Dodd                                             |          |           |           |                                                        |
| Sibyl                          | 28      | John Rodney                                             |          |           |           |                                                        |
| Triton                         | 28      | John McLaurin                                           |          |           |           |                                                        |
| Champion                       | 24      | Thomas West, Alexander Hood                             |          |           |           |                                                        |
| Eurydice                       | 24      | George Wilson                                           |          |           |           |                                                        |
| Zebra                          | 16      | John Bourchier                                          |          |           |           |                                                        |
| Blast                          | 8       | Charles William Paterson                                |          |           |           | Brander                                                |
| Shark                          | 16      | John Maitland                                           |          |           |           | Brander                                                |
| Germaine                       | 14      | George Augustus Keppel                                  |          |           |           |                                                        |
| Alert                          | 14      | James Vashon                                            |          |           |           |                                                        |
| Alecto                         | 12      | Richard Fisher                                          |          |           |           |                                                        |

### Frankreich
| Schiff                         | Kanonen       | Kommandant                                   | Verluste      | Verluste      | Verluste      | Anmerkungen                                                                        |
| Schiff                         | Kanonen       | Kommandant                                   | getötet       | verwundet     | Insgesamt     | Anmerkungen                                                                        |
| Escadre bleue                  | Escadre bleue | Escadre bleue                                | Escadre bleue | Escadre bleue | Escadre bleue | Escadre bleue                                                                      |
| ------------------------------ | ------------- | -------------------------------------------- | ------------- | ------------- | ------------- | ---------------------------------------------------------------------------------- |
| Hercule                        | 74            | Jean-Isaac Chadeau de la Clocheterie         |               |               |               |                                                                                    |
| Neptune                        | 74            | Charles Sochet des Touches (CdE)             |               |               |               |                                                                                    |
| Souverain                      | 74            | Jean-Baptiste de Glandevès du Castellet      |               |               |               |                                                                                    |
| Palmier                        | 74            | de Martelly-Chautard                         |               |               |               |                                                                                    |
| Northumberland                 | 74            | Antoine Cresp de Saint-Cézaire               |               |               |               |                                                                                    |
| Auguste                        | 80            | Pierre Joseph Castellan                      |               |               |               | Geschwaderflaggschiff von Chef d’escadre Louis Antoine de Bougainville             |
| Ardent                         | 64            | Charles de Kermovan de Gouzillon             |               |               |               | gekapert                                                                           |
| Scipion                        | 74            | Nicolas Henri de Grimouard                   |               |               |               |                                                                                    |
| Brave                          | 74            | Claude-Marguerite Renart de Fuchsamberg      |               |               |               |                                                                                    |
| Citoyen                        | 74            | Alexandre de Thy (Comte d'Ethy)              |               |               |               |                                                                                    |
| Escadre blanche                |               |                                              |               |               |               |                                                                                    |
| Hector                         | 74            | Claude Eugène Chauchouart de Lavicomté       |               |               |               | gekapert                                                                           |
| César                          | 74            | Charles Louis de Bernard de Marigny          |               |               |               | explodiert                                                                         |
| Dauphin Royal                  | 74            | Pierre de Roquefeuil-Montpeyroux             |               |               |               |                                                                                    |
| Languedoc                      | 80            | Jean-François d’Arros d’Argelos              |               |               |               |                                                                                    |
| Ville de Paris                 | 104           | Jean-Baptiste François de La Villéon         |               |               |               | Flottenflaggschiff von Lieutenant-général François Joseph Paul de Grasse, gekapert |
| Couronne                       | 80            | Claude Mithon de Senneville de Genouilly     |               |               |               |                                                                                    |
| Eveillé                        | 64            | Armand Le Gardeur de Tilly                   |               |               |               |                                                                                    |
| Sceptre                        | 74            | Louis de Rigaud de Vaudreuil                 |               |               |               |                                                                                    |
| Glorieux                       | 74            | Jacques François de Pérusse des Cars         |               |               |               | gekapert                                                                           |
| Escadre blanche et bleue       |               |                                              |               |               |               |                                                                                    |
| Diadème                        | 74            | Louis Augustin de Monteclerc                 |               |               |               |                                                                                    |
| Destin                         | 74            | François Louis Dumaitz                       |               |               |               |                                                                                    |
| Magnanime                      | 74            | Jean Antoine Le Bègue de Germiny             |               |               |               |                                                                                    |
| Refléchi                       | 64            | Charles de Médine                            |               |               |               |                                                                                    |
| Conquérant                     | 74            | Charles-Marie de La Grandière                |               |               |               |                                                                                    |
| Magnifique                     | 74            | Jean Antoine Le Bègue de Germiny             |               |               |               |                                                                                    |
| Triomphant                     | 80            | Jean-François du Cheyron du Pavillon         |               |               |               | Flaggschiff von Chef d’escadre Louis-Philippe de Vaudreuil                         |
| Bourgogne                      | 74            | Charles de Casamajor-Charritte               |               |               |               |                                                                                    |
| Duc de Bourgogne               | 80            | Pierre Joseph François Samson de Champmartin |               |               |               | Flaggschiff von Chef d’escadre Charles Régis de Coriolis d’Espinouse               |
| Marseillois                    | 74            | Henri-César de Castellane Masjastres         |               |               |               |                                                                                    |
| Pluton                         | 74            | François Hector d’Albert de Rions            |               |               |               |                                                                                    |
| Fregatten und sonstige Schiffe |               |                                              |               |               |               |                                                                                    |
| Aimable                        | 32            | Chevalier Jean Baptiste François de Suzannet |               |               |               |                                                                                    |
| Amazone                        | 32            |                                              |               |               |               |                                                                                    |
| Galatée                        | 32            |                                              |               |               |               |                                                                                    |
| Richmond                       | 32            |                                              |               |               |               |                                                                                    |
| Cérès                          | 18            |                                              |               |               |               |                                                                                    |
| Clairvoyant                    | 14            | Robert François d'Aché de Serquigny          |               |               |               |                                                                                    |

## Nachwirkungen
Auf britischer Seite gab es 243 Tote und 816 Verwundete zu verzeichnen. Über die französischen Verluste gibt es keine gesicherten Angaben.
Bezieht man Gewinne und Verluste mit ein, war die Schlacht ein klarer, aber keineswegs überwältigender britischer Sieg. Politisch und psychologisch gesehen entfaltete der Sieg auf beiden Seiten eine unverhältnismäßig breite Wirkung, da es als der Moment angesehen wurde, in dem die Briten ihre alte Überlegenheit zur See wiedererlangten. In Großbritannien wurde er mit außerordentlichem nationalen Jubel begrüßt, während die gesamte französische Marine durch gegenseitige Beschuldigungen und eine Reihe von Kriegsgerichten in Mitleidenschaft gezogen wurde. Ironischerweise hatte vierzehn Tage vor der Schlacht eine neue Regierung die Macht übernommen, und Augustus Keppel wurde Erster Lord der Admiralität. Eine seiner ersten Entscheidungen war die Entlassung Rodneys. Dann traf die Nachricht von der Schlacht ein. Zunächst zeigten sich die neuen Minister unbeeindruckt, doch als das Ausmaß der öffentlichen Reaktion deutlich wurde, versuchten sie panisch die Entlassung rückgängig zu machen. Doch es war zu spät, und so sah sich die neue Regierung zähneknirschend gezwungen, offensichtlich unaufrichtige Glückwünsche auszusprechen.
Rodneys Sieg bedeutete keineswegs das Ende der britischen Marineoperationen. Die kombinierte französische und spanische Flotte in Westindien blieb eine ernsthafte Bedrohung. Aber die Erinnerung an die Schlacht hatte der Royal Navy einen moralischen Vorteil gegenüber den Franzosen verschafft, der bis zum Ende des Krieges anhielt. Die materiellen Vorteile wurden jedoch durch ein fehlerhaftes strategisches Konzept der Seekriegsführung zunichtegemacht. Der Friedensvertrag von 1783 brachte Frankreich keine der erhofften Rückeroberungen von Kolonien, für die es in den Krieg gezogen war. Der große Beitrag des Sieges war seine befreiende Wirkung auf die britische Seetaktik, die spätere Admirale wie Howe, Jervis und vor allem Nelson dazu ermutigte, ihre ganze Kraft gegen Schwachstellen in den gegnerischen Linien einzusetzen, anstatt sich auf reine Feuerkraft zu verlassen.

## Trivia
Die britische Metal-Band Alestorm widmete der Schlacht von Les Saintes den Song „No Grave But The Sea“.